# Emmy-Winning Episode
"Emmy-Winning Episode" é o episódio de estreia da décima sexta temporada da sitcom de animação Family Guy, e o episódio geral Nº 290. Ele foi ao ar na Fox nos Estados Unidos em 1 de outubro de 2017, e é escrito por Aaron Lee e dirigido por James Purdum, Domingos Bianchi, e Peter Shin com James R. Bagdonas que dirige a live-action da luta com o Frango. Convidado para dublagem incluem Louis C. K., e todo elenco de Modern Family's: Ty Burrell, Julie Bowen, Sofia Vergara, de Bill Maher, e Christina Pickles.

## Sinopse
Cansado de não ganhar Emmys Peter faz com que Family Guy se pareça mais com series vencedoras do Emmy como Modern Family, Breaking Bad e Transparent.

## Recepção
O episódio teve um público de 2.80 milhões de espectadores. Green Lyne de Bubbleblabberdeu ao episódio uma 5/10. Ele passou a dizer: "Eles dizem que o primeiro passo para a solução de um problema é identificar que você tem um, e este episódio, definitivamente, demonstra que eles são conscientes de seus problemas.